# Louis Salou
Louis Vincent Goulven Salou (23 de abril de 1902 — 12 de outubro de 1948) foi um ator francês de cinema e teatro, ativo durante a era do cinema mudo.